# Гончаровская поселковая община
Гончаровская поселковая общи́на (укр. Гончарівська селищна громада) — территориальная община в Черниговском районе Черниговской области Украины. Административный центр — пгт Гончаровское.
Население — 6190 человек. Площадь — 634,7 км².
Количество учреждений, оказывающих первичную медицинскую помощь — 6.

## История
Гончаровская поселковая община была создана 1 августа 2016 года путём объединения Гончаровского поселкового совета, Жеведского, Смолинского сельсоветов Черниговского района. Изначально площадь общины была 145,531 км². 
28 ноября 2018 года была присоединена территория Слабинского сельсовета Черниговского района.
12 июня 2020 года в состав общины вошла территория Максимовского сельсовета Козелецкого района. Также община включает территории Боровиковского сельсовета.
17 июля 2020 года община вошла в состав нового Черниговского района. Черниговский и Козелецкий районы были ликвидированы.

## География
Община занимает правый берег Десны и включает юго-западную часть упразднённого Черниговского района (1923-2020) и северо-западную часть упразднённого Козелецкого района (1923-2020). Община граничит с Михайло-Коцюбинской, Киенской, Ивановской, Олишевской, Коптивской, Остёрской общинами Черниговского района, Белоруссией. Значительная часть общины занята лесами (доминирование сосны, также дуб, берёза) — в частности территория бывшего Максимовского сельсовета.
Реки: Днепр, Десна, Старуха, Жеведь, Молохва.
Предприятия: Смолинский торфобрикетный завод.

## Населённые пункты
- пгт Гончаровское
- Боровики
- Будище
- Василева Гута
- Вороховка
- Жеведь
- Козероги
- Лебедевка
- Лески
- Лесное
- Мажуговка
- Максим
- Слабин
- Смолин
- Соколовка
- Хатилова Гута
- Якубовка